# Lynn Hill
Lynn Hill (wł. Carolynn Marie Hill, ur. 3 stycznia 1961 w Detroit) – amerykańska wspinaczka, specjalizująca się we wspinaczce skalnej.
Wspina się od 14. roku życia. Jest uznawana za jedną z najwybitniejszych kobiet uprawiających wspinaczkę skalną. To o niej Jon Krakauer powiedział: 

Lynn Hill nie jest tylko jedną z najlepiej wspinających się kobiet na świecie – ona jest jednym z największych wspinaczy wszech czasów.

Zasłynęła w 1993 roku, przechodząc klasycznie – po raz pierwszy w historii – drogę The Nose na El Capitan w dolinie Yosemite, w środkowej Kalifornii. Droga ta, przebyta po raz pierwszy w 1958 roku przez Warrena Hardinga, Wayne’a Merry’ego i George’a Whitmore’a, jest jedną z najsłynniejszych dróg wielowyciągowych na świecie i czekała 35 lat na pierwszą udaną próbę pokonania jej w sposób klasyczny (bez wykorzystania techniki sztucznych ułatwień). O skali trudności The Nose najlepiej świadczy fakt, że do 2014 roku została ona klasycznie pokonana zaledwie 6 razy (w tym dwukrotnie przez Lynn Hill).
Lynn Hill odniosła również inne sukcesy wspinaczkowe, m.in. została pierwszą kobietą, która pokonała trudności 8b+ (Masse Critique, 8b+, 1990). W latach 1986–1992 zwyciężyła w ponad 30 międzynarodowych zawodach wspinaczkowych, m.in. zdobyła Puchar Świata w prowadzeniu (1990), pięciokrotnie otrzymała prestiżowe tytuły Arco Rock Master (1987–1990, 1992) oraz trzykrotnie zwyciężyła w zawodach Bercy Masters (1987–1990).
W 2002 roku wydała autobiografię pt. Climbing Free: My Life in the Vertical World, którą napisała wspólnie z Gregiem Childem.